# Les Ormes (Vienne)
Ormes – miejscowość i gmina we Francji, w regionie Nowa Akwitania, w departamencie Vienne.
Według danych na rok 1999 gminę zamieszkiwało 1431 osób, a gęstość zaludnienia wynosiła 59 osób/km² (wśród 1467 gmin regionu Poitou-Charentes Ormes plasuje się na 209. miejscu pod względem liczby ludności, natomiast pod względem powierzchni na miejscu 275.).